# Andesimyia scutellata
Andesimyia scutellata là một loài ruồi trong họ Tachinidae.